# Dư âm
"Dư âm" là một bài hát thuộc dòng nhạc tiền chiến của nhạc sĩ Nguyễn Văn Tý sáng tác vào năm 1950. Nhạc phẩm được coi là một trong những tình khúc tiêu biểu nhất của tân nhạc Việt Nam, gắn liền với sự nghiệp sáng tác của nhạc sĩ này.

## Hoàn cảnh sáng tác
Theo lời kể của nhạc sĩ Nguyễn Văn Tý, nguồn cảm hứng sáng tác "Dư âm" là khi ông đến thăm nhà một người bạn ở huyện Quỳnh Lưu, tỉnh Nghệ An. Nhà bạn ông có hai người con gái, người chị khoảng 20 tuổi, còn người em tên Hằng 16 tuổi. Gia đình này muốn tác hợp nhạc sĩ Nguyễn Văn Tý với người chị nhưng ông đã "để ý" đến người em với "đôi mắt đen láy... đã gởi gắm cho tôi tất cả những gì say đắm nhất". Rồi ông bị ngăn cấm tình cảm không cho qua lại với người em vì cô còn nhỏ tuổi. Thời điểm này ông là Trưởng đoàn Văn công thuộc Sư đoàn 304, về đến đơn vị nhớ lại hình ảnh cô em ôm đàn rồi khẽ hát, ông sáng tác "Dư âm" và hoàn thành trong đêm. Tám năm sau trong một chuyến đi công tác ở Vĩnh Yên, Nguyễn Văn Tý tình cờ gặp lại Hằng lúc này cô đã lập gia đình.
Trước năm 1975, bài hát bị cấm ở miền Bắc trong nhiều năm nhưng lại phổ biến ở miền Nam. Đài Phát thanh Sài Gòn mỗi ngày đều nhận được thư yêu cầu phát bài "Dư âm". Cũng vì sự nổi tiếng của bài hát này nhạc sĩ Nguyễn Văn Tý bị đơn vị phê bình và kiểm điểm vì sáng tác bài hát có yếu tố ủy mị không phù hợp với binh sĩ thời đó. Ông còn đi khắp nơi để "bài xích" bài hát do mình sáng tác. Năm 1988, ông sáng tác "Dư âm 2" mang tên "Một ánh sao trời" dành tặng một người phụ nữ.
"Dư âm" được coi là nhạc phẩm tiền chiến duy nhất của nhạc sĩ Nguyễn Văn Tý. Sau đó, ông sáng tác một số bài hát nhạc đỏ như "Bài ca phụ nữ Việt Nam", "Chim hót trên đồng đay", "Người đi xây hồ Kẻ Gỗ", "Tiễn anh lên đường"... Năm 2000, nhạc sĩ Nguyễn Văn Tý được trao Giải thưởng Hồ Chí Minh về Văn học và Nghệ thuật với loạt ca khúc: "Mẹ yêu con", "Vượt trùng dương", "Bài ca năm tấn", "Tấm áo chiến sĩ mẹ vá năm xưa", "Một khúc tâm tình của người Hà Tĩnh" và "Dáng đứng Bến Tre".

## Văn hóa đại chúng
"Dư âm" là ca khúc chính trong bộ phim Kiếp hoa công chiếu năm 1953 được Kim Chung và Kim Xuân thể hiện. Ca khúc còn được một số ca sĩ thể hiện thành công như Tuấn Ngọc, Tùng Dương, Khánh Ly và Ánh Tuyết. Năm 2018, Lan Anh thực hiện liveshow đầu tiên của cô mang tên "Ánh trăng tình yêu" diễn ra tại Nhà hát Lớn. Liveshow gồm 4 phần cùng những nhạc phẩm trữ tình như "Hương xưa", "Dư âm", "Bóng chiều xưa". Năm 2022, Phương Mỹ Chi trở lại với dự án Chi? gồm năm MV nhằm làm mới những tình khúc kinh điển trong đó có "Dư âm". Cùng năm nghệ sĩ saxophone Lê Duy Mạnh hòa tấu nhạc phẩm này trong CD Cô đơn do anh thực hiện trong khoảng ba năm. Trong chương trình Người kể chuyện tình mùa 6, thí sinh Thạch Thảo chọn nhạc phẩm "Dư âm" để thể hiện. "Dư âm" được nhạc sĩ Đức Trí dùng làm nhạc nền trong một phân cảnh phim Người tình của đạo diễn Lưu Huỳnh. Ca từ trong nhạc phẩm cũng là nguồn cảm hứng để nhà thiết kế Adrian Anh Tuấn trình làng bộ sưu tập "Hẹn em" gồm 80 thiết kế chia làm 2 phần bao gồm trang phục ứng dụng và áo cưới.

## Đánh giá
Theo báo VnExpress, dù ra đời sau bảy thập niên "Dư âm" vẫn có sức sống lâu bền và được coi là một trong những tình khúc tiêu biểu nhất của tân nhạc lãng mạn thập niên 1940. Còn báo VTC News cho rằng nhạc sĩ Nguyễn Văn Tý có nhiều sáng tác nhưng được nhiều khán giả yêu thích và biết đến vẫn là "Dư âm" với "giai điệu tha thiết, ca từ trau chuốt". Nhà phê bình Phạm Xuân Nguyên đánh giá, "Dư âm" sáng tác từ mối tình trong sáng khiến người nghe như tìm thấy chính mình trong ca khúc. Tác giả Tuấn Khanh của RFA thì nhận xét "Dư âm" là một nhạc phẩm viết về tình yêu đôi lứa nhưng được coi là "bài hát phá bĩnh, khiến trai gái có thể mềm lòng, không đủ sức chiến đấu".